# Reglamento sobre los productos sanitarios
El Reglamento sobre Productos Sanitarios de la Unión Europea  (Reglamento del Consejo 2017/745 de 5 de abril de 2017 sobre los productos sanitarios, OJ N.º L 117/1 de 2017-05-05) deroga las directivas hasta entonces existentes sobre productos sanitarios: la Directiva de Productos Sanitarios [93/42/EEC] y la Directiva sobre los productos sanitarios implantables activos [90/385/EEC].
El reglamento fue publicado el 5 de mayo de 2017 y entró en vigor el 25 de mayo de 2017.